# Buninga
Buninga è un'isola dell'Oceano Pacifico appartenente al gruppo delle Shepherd, nello Stato di Vanuatu. 
È situata a circa due km, in direzione SW, dall'isola di Tongariki.
L'isola ha un diametro di 1,5 km ed è densamente popolata. L'altezza massima è di 216 m sul livello del mare.